# Jude Watson
Judy Blundell, conosciuta con lo pseudonimo di Jude Watson (Brooklyn, 26 ottobre 1956), è una scrittrice statunitense.

## Biografia
Nata nel 1956 a Brooklyn, vive e lavora a Katonah.
Principalmente nota con lo pseudonimo di Jude Watson, ha scritto numerose opere per ragazzi e giovani adulti tra le quali si ricordano 6 avventure della serie Le 39 chiavi e una sessantina tra romanzi e racconti collegati all'universo di Guerre stellari.
Nel 2008 il suo romanzo Tutte le bugie che ho detto scritto con il suo vero nome è stato insignito del National Book Award per la letteratura per ragazzi.

## Opere

### Romanzi firmati Judy Blundell
- Tutte le bugie che ho detto (What I Saw and How I Lied, 2008), Milano, Rizzoli, 2009 traduzione di Serena Daniele ISBN 978-88-17-03313-8.
- Strings Attached (2011)
- The High Season (2018)

### Serie Wildcat County
- Dangerous: Savannah's Story (1995)
- Scandalous: Eden's Story (1995)
- Audacious: Ivy's Story (1995)
- Impetuous: Mattie's Story (1996)
- Tempestuous: Opal's Story (1996)

### Serie Sight
- Premonizioni (Premonitions, 2004), Milano, Mondadori junior, 2007 traduzione di Stefano Valenti ISBN 978-88-04-56507-9.
- Disappearance (2005)

### Serie Le 39 chiavi
- Messaggi dall'oltretomba (Beyond the Grave, 2009), Milano, Piemme, 2011 traduzione di Simona Mambrini ISBN 978-88-566-1079-6.
- Rotta verso sud (In Too Deep, 2009), Milano, Piemme, 2012 traduzione di Simona Mambrini ISBN 978-88-566-1081-9.
- Vespers Rising (2011)
- A King's Ransom (2011)
- Nowhere to Run (2013)
- Mission Titanic (2015)

### Serie Loot
- Loot: How to Steal a Fortune (2014)
- Sting: It Takes a Crook to Catch a Crook (2016)

### Universo Guerre stellari

#### Star Wars Journals
- Star Wars Journal: Captive to Evil (1998)
- Star Wars Episode I Journal: Queen Amidala (1999)
- Star Wars Episode I Journal: Darth Maul (2000)

#### Star Wars:Science Adventures
- Emergency in Escape Pod Four con K. D. Burkett (1999)
- Journey across Planet X con K. D. Burkett (1999)

#### Racconti
- Storm Fleet Warnings (2003)
- Ghosts of the Sith (2006)
- The Last One Standing (2006)

#### Legacy of the Jedi
- Legacy of the Jedi (2003)
- Secrets of the Jedi (2005)

#### Apprendista Jedi
- Il rivale oscuro (The Dark Rival, 1999), Milano, Fabbri, 2000 traduzione di Gian Paolo Gasperi ISBN 88-451-7806-4.
- Il passato rubato (The Hidden Past, 1999), Milano, Fabbri, 2002 traduzione di Gian Paolo Gasperi ISBN 88-451-2882-2.
- Il marchio della corona (The Mark of the Crown, 1999), Milano, Fabbri, 2002 traduzione di Gian Paolo Gasperi ISBN 88-451-2883-0.
- The Defenders of the Dead (1999)
- The Uncertain Path (2000)
- The Captive Temple (2000)
- The Day of Reckoning (2000)
- The Fight for Truth (2000)
- The Shattered Peace (2000)
- The Deadly Hunter (2000)
- The Evil Experiment (2001)
- The Dangerous Rescue (2001)
- Jedi Apprentice: Deceptions (2001)
- The Ties That Bind (2001)
- The Death of Hope (2001)
- The Call to Vengeance (2001)
- The Only Witness (2002)
- The Threat Within (2002)
- Jedi Apprentice: The Followers (2002)

#### Jedi Quest
- Path to Truth (2001)
- The Way of the Apprentice (2002)
- The Trail of the Jedi (2002)
- The Dangerous Games (2002)
- The Master of Disguise (2002)
- The School of Fear (2003)
- The Shadow Trap (2003)
- The Moment of Truth (2003)
- The Changing of the Guard (2004)
- The False Peace (2004)
- The Final Showdown (2004)

#### The Last of the Jedi
- The Desperate Mission (2005)
- Dark Warning (2005)
- Underworld (2005)
- Death on Naboo (2006)
- A Tangled Web (2006)
- Return of the Dark Side (2006)
- Secret Weapon (2007)
- Against the Empire (2007)
- Master of Deception (2008)
- Reckoning (2008)

## Premi e riconoscimenti
- National Book Award per la letteratura per ragazzi: 2008 vincitrice con Tutte le bugie che ho detto